# Полинянка
Полиня́нка (рос. Полынянка) — присілок у складі Бакчарського району Томської області, Росія. Входить до складу Поротниковського сільського поселення.

## Населення
Населення — 90 осіб (2010; 166 у 2002).
Національний склад (станом на 2002 рік):
- росіяни — 93 %